# Политические партии Бразилии
Политическая жизнь Бразилии характеризуется значительным числом соперничающих политических партий — как идеологических, так и популистских.

## Обзор
В период военного режима в Бразилии существовали только две легальные политические партии, образованные в 1965 году — правящий Национальный союз обновления (АРЕНА) и оппозиционное Бразильское демократическое движение (БДД). После конца авторитарного режима на основе АРЕНА была образована Социально-демократическая партия, которая раскололась перед выборами президента в 1985 году (из неё выделилась Партия либерального фронта). На основе БДД, некогда широкого фронта от христианских демократов до левых радикалов, была основана Партия бразильского демократического движения (ПБДД), из состава которой в 1988 году вышла Партия бразильской социал-демократии.
Основные политические силы новой бразильской республики (с 1985 года), восстановившей демократию после периода военной диктатуры — это либералы и левые. Даже правоцентристские партии используют социальную риторику и левые названия. Это касается, в частности, Социалистической рабочей партии Бразилии, Партии рабочего обновления, Демократической социальной партии (PDS), консервативной предшественницы нынешней Прогрессистской партии Бразилии (PP), и Партии бразильской социал-демократии (PSDB), заметно сдвинувшейся вправо во время проведения неолиберальной политики представлявшим её президентом Фернанду Энрике Кардозу. Многие партии, содержащие название «рабочая» (Trabalhista, например, Бразильская рабочая партия), несут отпечаток трабальистского движения, апеллирующего к наследию президентов-популистов — правого Жетулиу Варгаса и левого Жуана Гуларта.
Традиционно наиболее сильные позиции на политическом ландшафте страны занимала широкая Партия бразильского демократического движения (PMDB), в которой доминировали социал-либеральные течения. Ныне она остаётся самой многочисленной партией страны, насчитывая 2 миллиона членов, и является младшим партнёром Партии трудящихся в правительстве.
Её основные оппоненты находились справа и слева: это соответственно консервативно-либеральная партия Партия либерального фронта (PFL) и социал-демократы. Партия либерального фронта, придерживающаяся неолиберальных и христианско-демократических позиций, в 2007 году приняла название «Демократы».
Что касается социал-демократии, то расколы социал-демократического течения привели к распылению поддержки между отдельными партиями. В умеренно левой части спектра сегодня соревнуются Социалистическая партия Бразилии (PSB), Бразильская трудовая партия (PTB) и Демократическая рабочая партия (PDT). Бразильская коммунистическая партия, радикальная оппозиция времён диктатуры Жетулиу Варгаса, в 1992 году сменила название на Социалистическую народную партию Бразилии и, подобно Бразильской социал-демократической партии, отказалась от левых установок. Меньшая часть её членов, включая архитектора Оскара Нимейера, восстановила партию на идеях марксизма-ленинизма.
На левом фланге Партия трудящихся (ПТ) в 1980 году объединила разнообразные социальные движения, профсоюзы, марксистских активистов и сторонников теологии освобождения, вместе боровшихся против диктатуры. К настоящему моменту она превратилась в одну из ведущих социалистических партий в Латинской Америке. Президенты Лула да Силва и Дилма Русеф представляют Партию трудящихся, которая с 2002 года возглавляет правящую коалицию и достигла значительных успехов в искоренении бедности. От ПТ впоследствии, по мере сближения партии с мейнстримом, откололись представители более радикальных, преимущественно троцкистских, тенденций, создавшие Партию рабочего дела (в 1995 году) и Партию социализма и свободы (в 2004 году).
Кроме Партии бразильского демократического движения, периодически Партии трудящихся оказывали поддержку меньшие левые (Зелёная партия Бразилии, Социалистическая партия Бразилии, Демократическая рабочая партия, бывшая маоистская Коммунистическая партия Бразилии), а также центристские (Христианская рабочая партия Бразилии, Христианско-социалистическая партия Бразилии, Национальная рабочая партия, Республиканская партия Бразилии) партии. Все они, за исключением Зелёной партии, вошли в состав поддерживающей Дилму Русеф коалиции «За Бразилию для продолжения перемен» (Para o Brasil Seguir Mudando), к которой неофициально присоединилась также социал-консервативная Прогрессистская партия.

## Существующие партии

### Крупнейшие партии (более 1 000 000 членов)
С 1982 года бразильским политическим партиям присваивается номер с целью облегчить голосование для неграмотных. Изначально номер состоял из одной цифры — 1 у PDS, 2 у PDT, 3 у PT, 4 у PTB, 5 у PMDB. Затем были введены двухпорядковые номера.
| Аббревиатура | Португальское название                  | Русское название                          | Идеология | Номер | Количество членов |
| ------------ | --------------------------------------- | ----------------------------------------- | --- | ----- | ----------------- |
| MDB          | Movimento Democrático Brasileiro        | Бразильское демократическое движение      | Центр / правый центр: популизм, экономический либерализм, левый либерализм (фракции — христианская демократия, национализм)                        | 15    | 2.163.046         |
| PT           | Partido dos Trabalhadores               | Партия трудящихся                         | Левый центр / левые: демократический социализм, левый популизм (фракции — социал-демократия, христианский социализм, марксизм, ленинизм, троцкизм) | 13    | 1.534.315         |
| PSDB         | Partido da Social Democracia Brasileira | Бразильская социал-демократическая партия | Центр: третий путь, неолиберализм, социал-либерализм, (исторически — социал-демократия)                                                            | 45    | 1.379.168         |
| PP           | Progressistas                           | Прогрессисты                              | Правый центр / правые: консерватизм, социальный консерватизм, популизм, либеральный консерватизм                                                   | 11    | 1.341.479         |
| PDT          | Partido Democrático Trabalhista         | Демократическая рабочая партия            | Левый центр: демократический социализм, социал-демократия, тред-юнионизм, левый популизм                                                           | 12    | 1.162.151         |
| PTB          | Partido Trabalhista Brasileiro          | Бразильская рабочая партия                | Центр: тред-юнионизм, популизм, национализм, федерализм                                                                                            | 14    | 1.091.972         |
| DEM          | Democratas                              | Демократы                                 | Правый центр / правые: либеральный консерватизм, христианская демократия, неолиберализм                                                            | 25    | 1.024.980         |

### Меньшие парламентские партии
| Аббревиатура  | Португальское название                   | Русское название                                              | Идеология | Номер | Количество членов |
| ------------- | ---------------------------------------- | ------------------------------------------------------------- | --- | ----- | ----------------- |
| PL            | Partido Liberal                          | Либеральная партия                                            | Правый центр: популизм, либеральный консерватизм, республиканизм                                                                                     | 22    | 771.354           |
| PSB           | Partido Socialista Brasileiro            | Социалистическая партия Бразилии                              | Левый центр / левые: демократический социализм, социал-демократия                                                                                    | 40    | 641.202           |
| Republicanos  | Republicanos                             | Республиканцы                                                 | Центр: популизм, синкретизм, республиканизм | 10    | 478.450           |
| Cidadania     | Cidadania                                | Гражданство (ранее Социалистическая народная партия Бразилии) | Центр: третий путь, социал-либерализм, ранее Левый центр: социал-демократия (исторически — коммунизм, марксизм-ленинизм)                             | 23    | 458.796           |
| PSL           | Partido Social Liberal                   | Социал-либеральная партия                                     | Ультраправые: Антикоммунизм, Экономический либерализм, Социальный консерватизм                                                                       | 17    | 435.890           |
| PSC           | Partido Social Cristão                   | Христианско-социалистическая партия Бразилии                  | Правый центр / правые: либеральный консерватизм, христианская демократия                                                                             | 20    | 419.454           |
| PCdoB         | Partido Comunista do Brasil              | Коммунистическая партия Бразилии                              | Левые: коммунизм, марксизм-ленинизм, маоизм, (исторически — ходжаизм)                                                                                | 65    | 416.174           |
| PODE          | Podemos                                  | Мы можем                                                      | Центр: популизм, тред-юнионизм (исторически — социализм)                                                                                             | 19    | 408.863           |
| PSD           | Partido Social Liberal                   | Социал-демократическая партия                                 | Центр / правый центр: экономический либерализм, синкретизм                                                                                           | 55    | 406.413           |
| PV            | Partido Verde                            | Зелёная партия Бразилии                                       | Левый центр: зелёная политика, экосоциализм, социал-демократия                                                                                       | 43    | 365.556           |
| Patriota      | Patriota                                 | Патриот                                                       | Ультраправые: Консерватизм, Антикоммунизм, Антиглобализм                                                                                             | 51    | 331.629           |
| PSOL          | Partido Socialismo e Liberdade           | Партия социализма и свободы                                   | Левые / крайне левые: либертарный социализм, демократический социализм, экосоциализм, троцкизм, марксизм, антикапитализм, партисипативная демократия | 50    | 291.376           |
| Solidariedade | Solidariedade                            | Солидарность                                                  | Левоцентризм: Гуманистическое движение (общество), Экономическое вмешательство                                                                       | 77    | 252.606           |
| Avante        | Avante                                   | Вперёд                                                        | Центр / правый центр: популизм, национализм, тред-юнионизм                                                                                           | 70    | 212.115           |
| PRTB          | Partido Renovador Trabalhista Brasileiro | Партия рабочего обновления                                    | Ультраправые: Антикоммунизм, Антиглобализм | 28    | 147.255           |
| PROS          | Partido Republicano da Ordem Social      | Республиканская партия общественного порядка                  | Центр: Социал-демократия, Универсальная партия | 90    | 119.592           |
| NOVO          | Partido Novo                             | Новая партия                                                  | Ультраправые: Либеральный консерватизм | 30    | 42.049            |
| REDE          | Rede Sustentabilidade                    | Сеть за устойчивое развитие                                   | Левый центр: зелёная политика, устойчивое развитие, социал-демократия                                                                                | 18    | 33.219            |

### Партии без представительства в палате депутатов
| Аббревиатура | Португальское название                         | Русское название                             | Идеология                                                     | Номер | Количество членов |
| ------------ | ---------------------------------------------- | -------------------------------------------- | ------------------------------------------------------------- | ----- | ----------------- |
| PMN          | Partido da Mobilização Nacional                | Партия национальной мобилизации              | Левый центр / центр: левый национализм, аграризм, реформизм   | 33    | 218.808           |
| PTC          | Partido Trabalhista Cristão                    | Христианская рабочая партия Бразилии         | Правый центр: христианская демократия, популизм, консерватизм | 36    | 189.377           |
| DC           | Democracia Cristã                              | Христианская демократия                      | Правый центр: христианский социализм, христианская демократия | 27    | 178.458           |
| PMB          | Partido da Mulher Brasileira                   | Бразильская женская партия                   | Правоцентризм: Антифеминизм                                   | 35    | 47.045            |
| PSTU         | Partido Socialista dos Trabalhadores Unificado | Объединённая социалистическая рабочая партия | Крайне левые: коммунизм, троцкизм, моренизм                   | 16    | 15.823            |
| PCB          | Partido Comunista Brasileiro                   | Бразильская коммунистическая партия          | Крайне левые: коммунизм, марксизм-ленинизм                    | 21    | 12.757            |
| PCO          | Partido da Causa Operária                      | Партия рабочего дела                         | Крайне левые: коммунизм, троцкизм                             | 29    | 4.374             |
| UP           | Unidade Popular                                | Народное единство                            | Левые: антикапитализм, социализм, марксизм                    | 80    | 1.114             |

## Исторические партии и движения
- Бразильская коммунистическая партия
- Бразильское интегралистское действие
- Действие за национальное освобождение
- Национально-освободительный альянс (Бразилия)
- Партия либерального фронта
- Революционное движение 8 октября